# Ponte di Arganzuela
Il ponte di Arganzuela, o ponte di Perrault, è un ponte pedonale che si trova nella città spagnola di Madrid. 
Attraversa il fiume Manzanarre e il parco fluviale di Madrid, collegando i quartieri di Carabanchel e Arganzuela. Si trova tra il Ponte di Toledo e il Ponte di Praga.

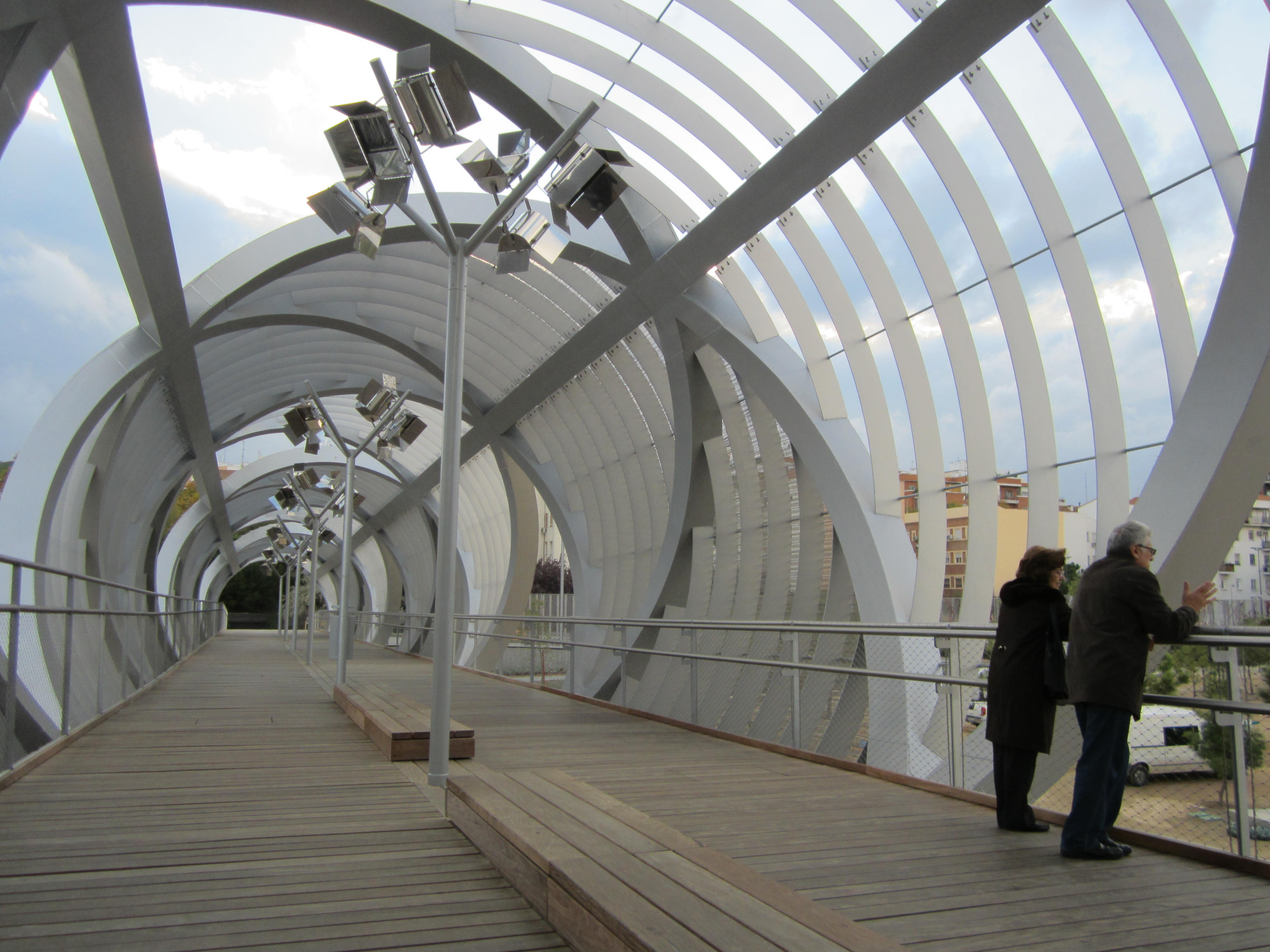
Interno del ponte

È stato progettato dall'architetto francese Dominique Perrault. La sua costruzione è iniziata alla fine del 2010 ed è stata inaugurato nel marzo 2011. Perrault a Madrid aveva già progettato la Caja Mágica.

## Storia del progetto
Il ponte Arganzuela fa parte del recente piano urbanistico di Madrid, denominato Madrid Río, un'area pedonale e ricreativa realizzata tra il 2006 e il 2011 sulle rive del fiume Manzanarre, in corrispondenza del tracciato sotterraneo della tangenziale M-30 tra il nodo sud e la connessione con l'A-5.

## Descrizione dell'opera
Il ponte si compone di due sezioni differenti, il cui appoggio comune risulta una collina artificiale posta sul lato nord del fiume.
Il tratto sud è lungo 150 m e attraversa il fiume Manzanarre perpendicolarmente collegandosi alla collina artificiale posta al centro del parco, tra la Avenida del Manzanares e la calle Antonio López. Il tratto nord lungo 128 m, si snoda sul Parco della Arganzuela, unendo la collina con il Paseo de Yeserìas.
I due tratti hanno sezione circolare e presentano una forma tronco-conica longitudinalmente. Non sono in asse, ma sono sfalsati tra loro di qualche metro. L'architetto ha giocato con la topografia del terreno, in modo che l'utente possa scegliere, raggiunta la fine del ponte vero di scavalco del fiume, di attraversare la piattaforma di incontro per proseguire verso l'altra sezione o utilizzare un diverso accesso al parco.
La passerella è stata disegnata per essere sia ad uso pedonale che ciclabile.
Sulla struttura principale tronco-conica poggia le passerelle su cui si trovano i percorsi pedonali e ciclabili.  Il leggero dislivello tra le due passerelle, crea uno scalino utilizzato come panca che fungendo da separazione tra i due percorsi.

## Struttura
Ogni ramo del ponte si compone di una struttura autoportante elicoidale di forma conica, formata da quattro correnti longitudinali rettilinei e quattro spirali curve in acciaio inox  intrecciate diagonalmente, raggruppabili a coppie con direzioni opposte. I coni hanno un diametro variabile tra i 5 ei 12 metri.
Sia i correnti orizzontali che quelli diagonali hanno una sezione quadrata di 450 millimetri quadri. Tutti i giunti della struttura in acciaio sono realizzati mediante saldatura, ad eccezione del collegamento delle nervature con i correnti longitudinali, uniti da due bulloni con fori asolati ad un piastra saldata alla struttura. Nonostante il rapporto luce-sezione del ponte sia accettabile per una struttura reticolare di questo tipo, questa perde parte della sua efficienza a causa della curvatura dei correnti diagonali componenti delle spirali, a causa di sollecitazioni di flessione indesiderate.
La passerella è sostenuta da travi spezzate, a formare il dislivello delle piattaforme. Queste, a loro volta, sono ancorati trasversalmente alla struttura principale mediante tralicci in acciaio inox a sezione tubolare. La struttura principale di ciascuna tronco è sostenuta da quattro pilastri, due per ogni appoggio. Le luci libere tra gli appoggi sono di 117 e 96 metri, rispettivamente per le sezioni sud e nord.
La fondazione del ponte è piuttosto complessa. Combina alcuni tratti di pali profondi o micropali con altri realizzati direttamente sulle pareti delle gallerie della M30 che passa sotto. Ciascuno dei coni poggia su due pilastri posti a ciascuna estremità, dando l'impressione che la passerella fluttui nell'aria.

## Materiali e costruzione
Il materiale principale del ponte è l'acciaio inossidabile, che costituisce i correnti longitudinali, le eliche e la struttura delle piattaforme. Per la fondazione viene utilizzato calcestruzzo armato.
La struttura è in gran parte avvolta da un nastro argentato costituito da una rete di acciaio inossidabile, ancorata ad essa on tasselli metallici e curvata in due direzioni. La maglia ha uno spessore di 22 millimetri, una superficie forata del 36% e un peso approssimativo di 8,9 chilogrammi per metro quadrato. La superficie totale delle maglie utilizzate è di 4.500 mq.
Questo design protegge dal sole pur consentendo la vista e dona un certo senso di trasparenza. La maglia è composta da 64 sezioni triangolari (30 nella sezione nord e 34 nella sezione sud), coincidenti con la modulazione della struttura. La rete ha aperture in alcune aree.
Per la superficie dei camminamenti vengono utilizzate doghe in legno separate tra loro, permettendo così al sole di passare e di illuminare la parte bassa del parco. All'interno del tratto meridionale sono stati collocati 17 lampioni, 15 in quello nord.

Note
1. ↑   Rossella Calabrese, Perrault realizza a Madrid il ponte di Arganzuela, su Archiportale, 23 maggio 2011. URL consultato il 1º novembre 2021.